# Championnat d'Espagne de football 1949-1950
Navigation
Primera División 1948-49 Primera División 1950-51
Le championnat d'Espagne de football 1949-1950 est la 19e édition du championnat. La compétition est remportée par l'Atlético Madrid. Organisé par la Fédération espagnole de football, le championnat se dispute du 4 septembre 1949 au 23 avril 1950.
Le club madrilène l'emporte avec un point d'avance sur le Deportivo La Corogne et deux sur le Valence CF. C'est le troisième titre des « Colchoneros » en championnat.
Le système de promotion/relégation est modifié : montée automatique pour les deux premiers de deuxième division, matchs de barrage pour les deux derniers de première division et les troisième et quatrième de deuxième division, la Primera División passant à 16 clubs. En fin de saison, le Gimnastic de Tarragona et le Real Oviedo sont relégués, après barrages, en deuxième division. Ils sont remplacés la saison suivante par le Racing Santander, le CD Alcoyano, l'UE Lleida et le Real Murcie.
L'attaquant espagnol Telmo Zarra, de l'Atlético Bilbao, termine, pour la quatrième fois, meilleur buteur du championnat avec 24 réalisations.

## Règlement de la compétition
Le championnat de Primera División est organisé par la Fédération espagnole de football, il se déroule du 4 septembre 1949 au 23 avril 1950.
Il se dispute en une poule unique de 14 équipes qui s'affrontent à deux reprises, une fois à domicile et une fois à l'extérieur. L'ordre des matchs est déterminé par un tirage au sort avant le début de la compétition.
Le classement final est établi en fonction des points gagnés par chaque équipe lors de chaque rencontre : deux points pour une victoire, un pour un match nul et aucun en cas de défaite. En cas d'égalité de points entre deux ou plusieurs de clubs en fin de championnat, le classement se fait à la différence de buts. L'équipe possédant le plus de points à la fin de la compétition est proclamée championne. En fin de saison, les deux premiers de Segunda División sont promus en première division. Des matchs de barrage sont disputés, sur terrain neutre et sur une seule rencontre, entre les deux derniers de première division et les troisième et quatrième de deuxième division, la Primera División passant à 16 clubs.

## Équipes participantes
Cette saison de championnat est la dernière à se dérouler à 14 équipes. Le CD Málaga fait ses débuts en Primera División.
| \| A. Bilbao Séville CF Real Oviedo Atlético Madrid Real Madrid CF Barcelone Espanyol Valence CF Celta Vigo CD Málaga Real Sociedad Gimnàstic Tarragona D. La Corogne Real Valladolid \| Localisation des clubs engagés dans le championnat. |
| A. Bilbao Séville CF Real Oviedo Atlético Madrid Real Madrid CF Barcelone Espanyol Valence CF Celta Vigo CD Málaga Real Sociedad Gimnàstic Tarragona D. La Corogne Real Valladolid                                                           |

| Clubs                  | Ville           | Stade               |
| ---------------------- | --------------- | ------------------- |
| Atlético Bilbao        | Bilbao          | San Mamés           |
| Atlético Madrid        | Madrid          | Metropolitano       |
| CF Barcelone           | Barcelone       | Las Corts           |
| Celta Vigo             | Vigo            | Balaidos            |
| Deportivo La Corogne   | La Corogne      | Riazor              |
| Espanyol Barcelone     | Barcelone       | Sarriá              |
| Gimnàstic de Tarragona | Tarragone       | Avenida de Cataluña |
| CD Málaga              | Malaga          | La Rosaleda         |
| Real Oviedo            | Oviedo          | Buenavista          |
| Real Madrid            | Madrid          | Chamartín           |
| Real Sociedad          | Saint-Sébastien | Atocha              |
| Séville CF             | Séville         | Nervión             |
| Valence CF             | Valence         | Mestalla            |
| Real Valladolid        | Valladolid      | José Zorrilla (es)  |

## Classement
| Rang | Équipe                 | Pts | J  | G  | N | P  | Bp | Bc | Diff |
| ---- | ---------------------- | --- | -- | -- | - | -- | -- | -- | ---- |
| 1    | Atlético Madrid        | 33  | 26 | 15 | 3 | 8  | 51 | 20 | +31  |
| 2    | Deportivo La Corogne   | 32  | 26 | 12 | 8 | 6  | 48 | 38 | +10  |
| 3    | Valence CF             | 31  | 26 | 12 | 7 | 7  | 71 | 43 | +28  |
| 4    | Real Madrid            | 31  | 26 | 11 | 9 | 6  | 60 | 49 | +11  |
| 5    | CF BarceloneT          | 29  | 26 | 13 | 3 | 10 | 67 | 47 | +20  |
| 6    | Atlético BilbaoC       | 29  | 26 | 12 | 5 | 9  | 72 | 66 | +6   |
| 7    | Celta Vigo             | 28  | 26 | 13 | 2 | 11 | 63 | 50 | +13  |
| 8    | Real SociedadP         | 27  | 26 | 9  | 9 | 8  | 57 | 43 | +14  |
| 9    | Real Valladolid        | 25  | 26 | 8  | 9 | 9  | 49 | 46 | +3   |
| 10   | Séville CF             | 25  | 26 | 11 | 3 | 12 | 60 | 61 | -1   |
| 11   | Espanyol Barcelone     | 22  | 26 | 8  | 6 | 12 | 42 | 64 | -22  |
| 12   | CD MálagaP             | 21  | 26 | 8  | 5 | 13 | 44 | 51 | -7   |
| 13   | Gimnastic de Tarragona | 16  | 26 | 7  | 2 | 17 | 39 | 99 | -60  |
| 14   | Real Oviedo            | 15  | 26 | 4  | 7 | 15 | 30 | 65 | -35  |

- Champion et qualification pour la Coupe Latine 1950
- Barrages

Barrages de promotion :
Les barrages se jouent sur une rencontre unique disputée sur terrain neutre : dans la première rencontre, CD Alcoyano l'emporte 6-3 face au Gimnastic de Tarragona, dans l'autre rencontre Real Murcie l'emporte 2-0 sur Real Oviedo. Les deux clubs de division 2 accèdent à la division 1.

## Bilan de la saison
| Championnat d'Espagne de football 1949-1950 |                            |
| Champion                                    | Atlético Madrid (3e titre) |
| Dauphin                                     | Deportivo La Corogne       |
| Coupes et trophées                          |                            |
| Vainqueur de la Coupe d'Espagne 1949-1950   | Atlético Bilbao            |
| Vainqueur de la Coupe Eva Duarte            | Valence CF                 |
| Promotions et relégations                   |                            |
| Promus en Primera División                  | Real Santander             |
| Promus en Primera División                  | CD Alcoyano                |
| Promus en Primera División                  | UD Lérida                  |
| Promus en Primera División                  | Real Murcie                |
| Relégués en Segunda División                | Gimnastic de Tarragona     |
| Relégués en Segunda División                | Real Oviedo                |